# Crypsinus okamotoi
Crypsinus okamotoi là một loài dương xỉ trong họ Polypodiaceae. Loài này được Tagawa Tagawa mô tả khoa học đầu tiên năm 1952.